# 신한호
신한호(1967년 3월 3일 ~ )는 대한민국의 성우이다. 1996년 대교방송 2기 공채 성우로 데뷔하였다.

## 출연 작품

### 애니메이션
- 검용전설 야이바(대교방송) - 독고검
- 개골개골 마법사(대교방송) - 미즈타마(보보), 단장
- 천방지축 모험왕(대교방송) - 아세가 경(말라스 경), 팬더선인, 용왕
- 쫑아는 사춘기(대교방송) - 오가사와라 유노스케(강영웅), 노야마 고조(할아버지)
- 공룡특공대(대교방송)
- 백수왕 고라이온(대교방송) - 시로가네 타카시(스밴)
- 환상마전 최유기(애니원) - 자원(시원)
- 정령의 수호자(애니박스) - 가카이, 지그로
- 아이들의 장난감(애니원) - 사가미 레이
- 아이실드 21(애니박스) - 가케이 슌
- 돌격! 빠빠라대(대교방송) - 마텔
- 꼬마용 타발루가(대교방송) - 루비
- 몽구스의 대모험 환타루(SBS) - 뭉또리
- 트랜스포머 갤럭시포스(챔프) - 드레드록
- 슈퍼 슬레이(MBC)
- 소년탐정 김전일 Original (애니박스) - 리차드 엔더슨
- 위대한 왕 세종(MBC)
- 짱구는 못말려 극장판(챔프) - 죠마
- 천하태평 노노짱(어린이TV) - 경식
- 파이어 앰블럼(어린이TV) - 병사2
- 유모는 미이라(어린이TV) - 드룹
- 플리퍼와 로파카(어린이TV) - 볼로
- 알렉산더(애니원) - 헤파이스티온
- 주홍이의 그림일기(애니원) - 아빠, 검댕이
- 파이터 바키(애니원) - 안드레아노트 카랜드(가렌) / 모토베 이조(이세광) 외
- 지구 소녀 아르주나(애니원)
- 마법의 술(애니원) - 매곶
- 헌터X헌터(애니원) - 니콜
  - 헌터X헌터 OVA(애니박스) - 니콜
- 카드파이트!! 뱅가드(대교방송) - 스즈가모리 렌(정시온), 미나미 하루미
- 언제나 나의 산타(애니박스) - 산타클로스
- 떴다! 퀘스트 기사단(카툰네트워크) - 컨퓨전
- 날아라 방울방울 친구들(카툰네트워크) - 콧물 군
- 공상과학세계 걸리버보이(어린이TV) - 마르티스
- 애니다큐 그림여행(어린이TV) - 고흐 외
- 알렉산더 전기 극장판(VIDEO) - 헤파이스티온
- 데스노트(애니원) - FBI 국장
- 와일드 캣츠(어린이TV)

### 영화
- 나의 아름다운 비밀 (SBS)
- 비치 (SBS)

### 교재
- 대교 눈높이
- 재능교육'리틀영어'
- 나비야 나비야
- 송이야 놀자

### 방송
- EBS 꾸러기 안전일기
- 대교 TV 공청회

### 홍보
- 국사편찬위원회